# Tierra de Peary
La Tierra de Peary (en inglés: Peary Land) es una península localizada en el norte de Groenlandia, que se extiende hacia norte en el océano Ártico. Comprende desde el fiordo de Victoria, en el oeste, hasta el fiordo Independencia en el sur y sureste, y hacia el océano Ártico, al norte, con el cabo Morris Jesup, el punto más septentrional del territorio continental de Groenlandia, y el cabo de Bridgman, en el noreste. Está limitado por el mar de Lincoln (al oeste del cabo Morris Jesup) y el mar de Wandel, dos mares costeros del océano Ártico. La isla Oodaaq, el punto más septentrional de tierra del mundo, es una isla ribereña que se encuentra no lejos de la costa norte. El fiordo Frederick E. Hyde, que corta la Tierra de Peary desde el este unos 150 km de profundidad, la divide en dos partes: la Tierra de Peary Sur o meridional y la Norte o septentrional. La costa esta profundamente dentada por pequeños fiordos.
La Tierra de Peary no forma parte de ninguna municipalidad, pero es parte del Parque Nacional del noreste de Groenlandia (Northeast Greenland National Park). El tamaño de la región es de unos 375 km, de este a oeste, y de unos 200 km, de norte a sur, con una superficie estimada de 57 000 km². Está a sólo un poco más de 700 km al sur del Polo Norte. La zona es montañosa, con alturas de 1950 m, en la cordillera Roosevelt, con muchos glaciares, y alturas comparables a la poco explorada cordillera H.H. Benedict. Está libre del campo de hielo de Groenlandia. Estando en su mayoría al norte del paralelo 82°N, contiene la región libre de hielo más septentrional del mundo, sobre todo en el sur de Tierra de Peary (como la Tierra de Melville, justo al norte del fiordo de la Independencia). Los niveles de precipitación son tan bajos (sólo de 25 a 200 mm por año, todos en forma de nieve) que se le llama un desierto polar. No estuvo cubierta por glaciares durante la más reciente era glacial. Sin embargo, en su parte occidental, hay una capa de hielo local, Hans Tausen Icecap, con hielo de al menos 344 m de espesor. 
Originalmente, se creía que la Tierra de Peary era una isla, separada de la isla principal por el canal de Peary (Peary Channel), una supuesta conexión entre los fiordos de Victoria e Independencia.

## Biología
Los caribúes y bueyes almizcleros subsisten gracias a la escasa vegetación, que cubre sólo el 5% de la superficie, y que incluye 33 especies de plantas con flores. Otras especies de fauna incluyen el zorro polar, lobo polar, oso polar, y la liebre ártica. 
Hace entre uno a dos millones de años, cuando el clima era más cálido, árboles como el alerce, abeto negro, abedul, tejo y tuya crecieron en la extremo más septentrional de la Tierra Peary. 

## Historia
La Tierra de Peary, históricamente, estuvo habitada por tres culturas inuit, en periodos en los que el clima era más suave que en la actualidad: 
- cultura Independencia I (alrededor de 2000 a. C., los restos más antiguos datan de 2400 a. C.);
- cultura Independencia II (800 a. C. a 200 a. C.)
- La cultura de Thule (alrededor de 1300 d. C.).

La zona fue nombrada en honor del explorador ártico estadounidense Robert Peary, que fue el primero que exploró la región durante su expedición de 1891 a 1892. 

## Estaciones
Hay dos estaciones de investigación árticas en el fiordo Jørgen Brønlund, Brønlundhus (erigida en 1948) y en el cabo Harald Moltke (erigida en 1972). Ambas estaciones fueron construidas a iniciativa de Eigil Knuth (1903-96) (1903-08-08), y han sido la base para muchas expediciones científicas. La estación del cabo Harald Moltke fue construida posteriormente para poder usar la pista natural al este de la boca del fiordo Jørgen Brønlund. Las estaciones, situadas a 10 km una de otra, están a ambos lados del fiordo, con Brønlundhus en el lado occidental, y la comunicación entre ellas en verano es en barco, dependiendo de las condiciones del hielo. Desde la muerte de Eigil Knuth, las estaciones son administradas por la «Peary Land Foundation». Hoy en día, Brønlundhus puede considerarse como un museo, con una importante colección de objetos procedentes de las exploraciones polares.